# Cerro San Gil
La Reserva Protectora de Manantiales Cerro San Gil es un área protegida localizada en el departamento caribeño de Izabal en Guatemala.

## Zonas de protección
La reserva se compone de cuatro zonas donde se permiten diferentes niveles de impacto humano.

### Zona recreativa

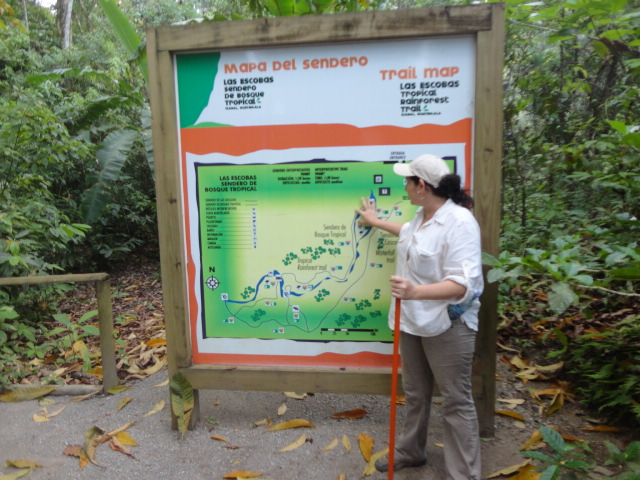
Guía de FUNDAECO muestra las ubicaciones del sendero.

La zona recreativa tiene una extensión aproximada de 706.00 hectáreas y está destinada para ecoturismo, senderismo y otras actividades relacionadas.  
Aquí se puede encontrar el Sendero Interpretativo donde se puede hacer un recorrido de alrededor de 1 kilómetro a través del bosque, visitar las pozas destinadas a los bañistas, los terrarios y los fósiles en exhibición.

### Zona de amortiguamiento
Esta zona tiene una extensión de 1,519 km², los cuales están destinados a amortiguar el impacto del hombre sobre el territorio y prevenir el fácil ingreso e impacto a las zonas protegidas.

### Zona de usos múltiples
Tiene una extensión de 11.490 Ha, las cuales están destinadas a actividades económicas reguladas y sostenibles a las personas de las comunidades, como el uso forestas, uso agrícola, y algunos cultivos como el Xate de uso ornamental.

### Zona núcleo
La zona núcleo comprende 5710 Ha, donde no se permita ninguna actividad de extracción, ni la explotación de recursos naturales; la caza está prohibida y no se permiten asentamientos humanos.
Es en la zona núcleo, que tiene una mayor altitud, en donde se encuentran algunas de las especies menos comunes dentro de la reserva, y que no son observadas frecuentemente por los visitantes debido a las restricciones de acceso.

## Vida silvestre

### Fauna

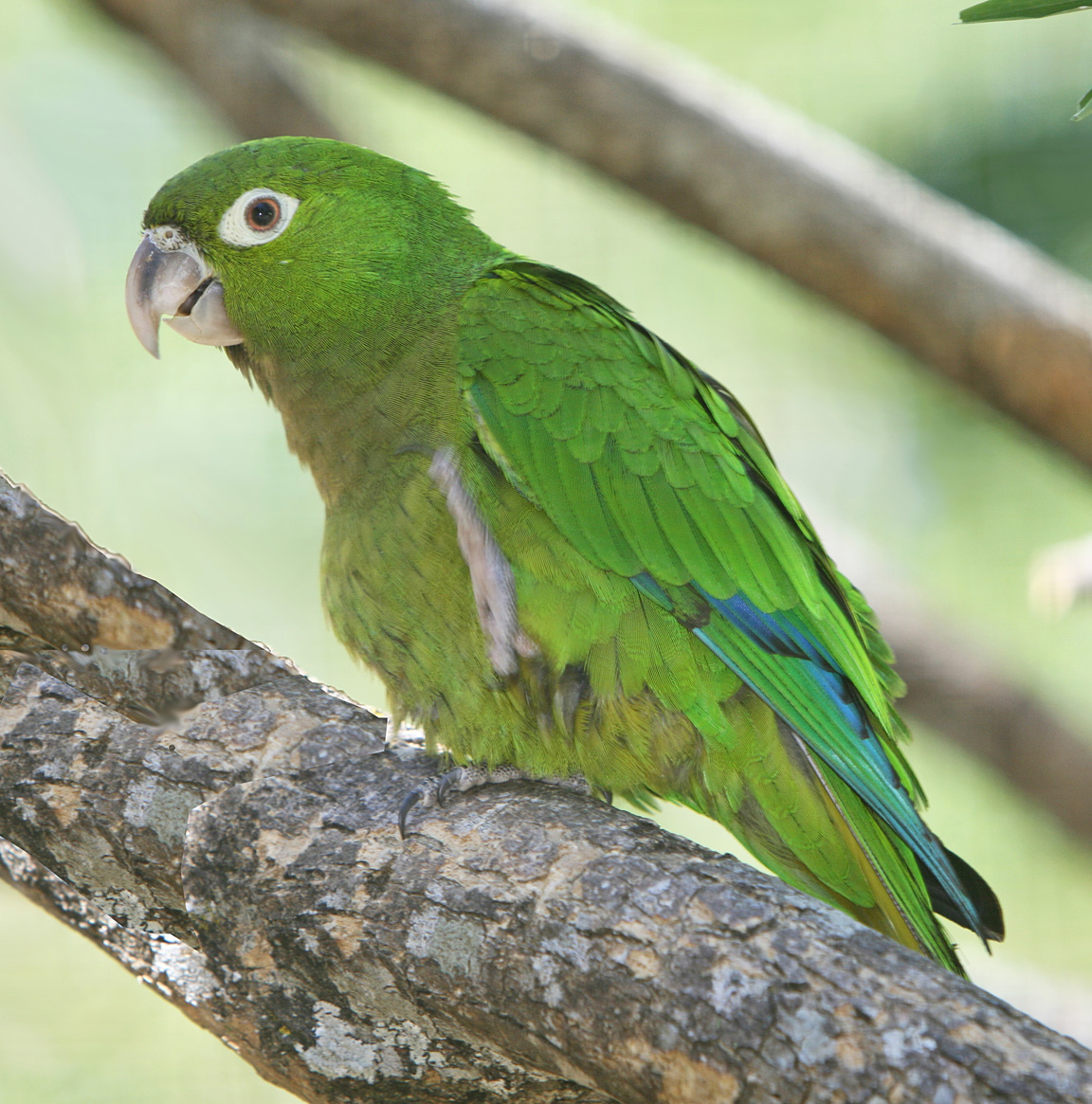
Perico de Garganta Oliva (Aratinga nana)
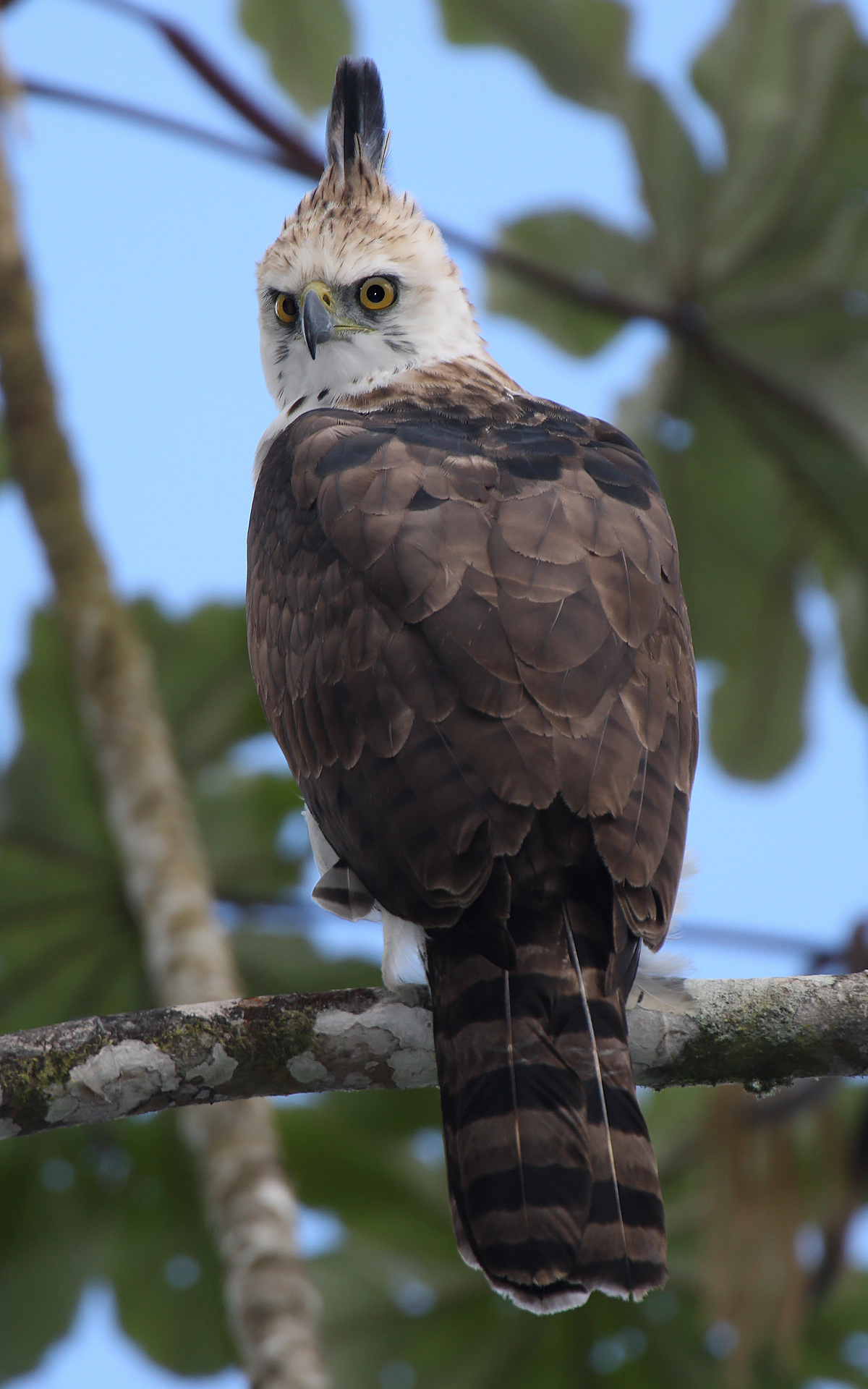
Aguilillo Penachudo (Spizaetus ornatus)
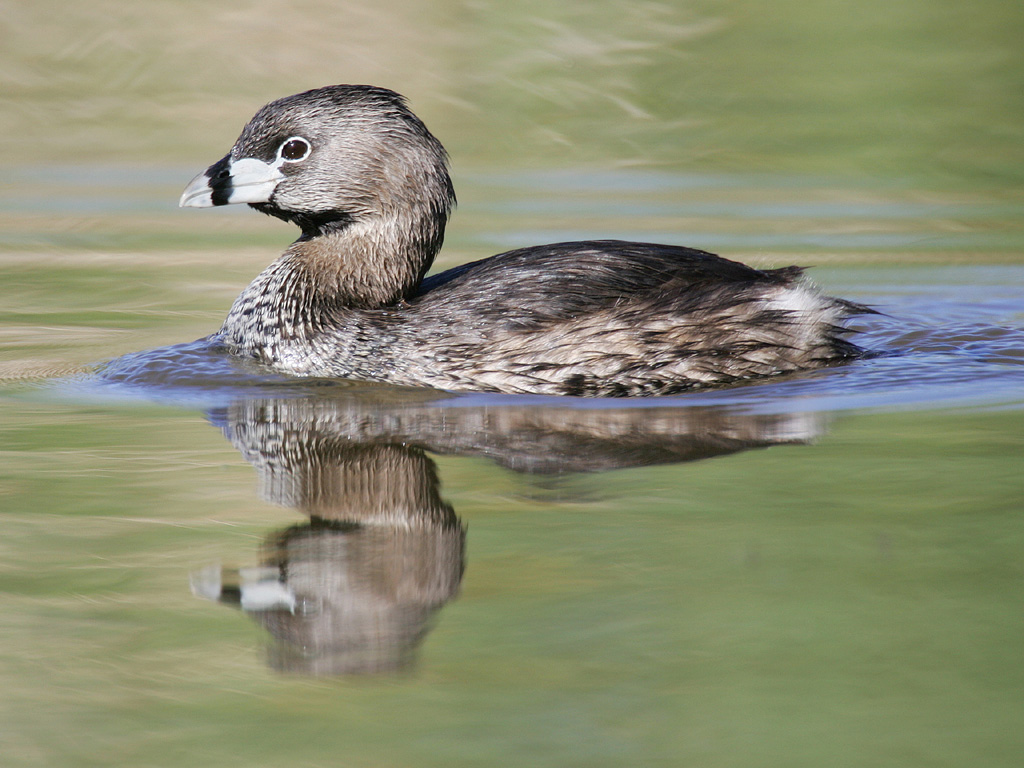
Zumbullidor Piquipinto (Podilymbus podiceps)
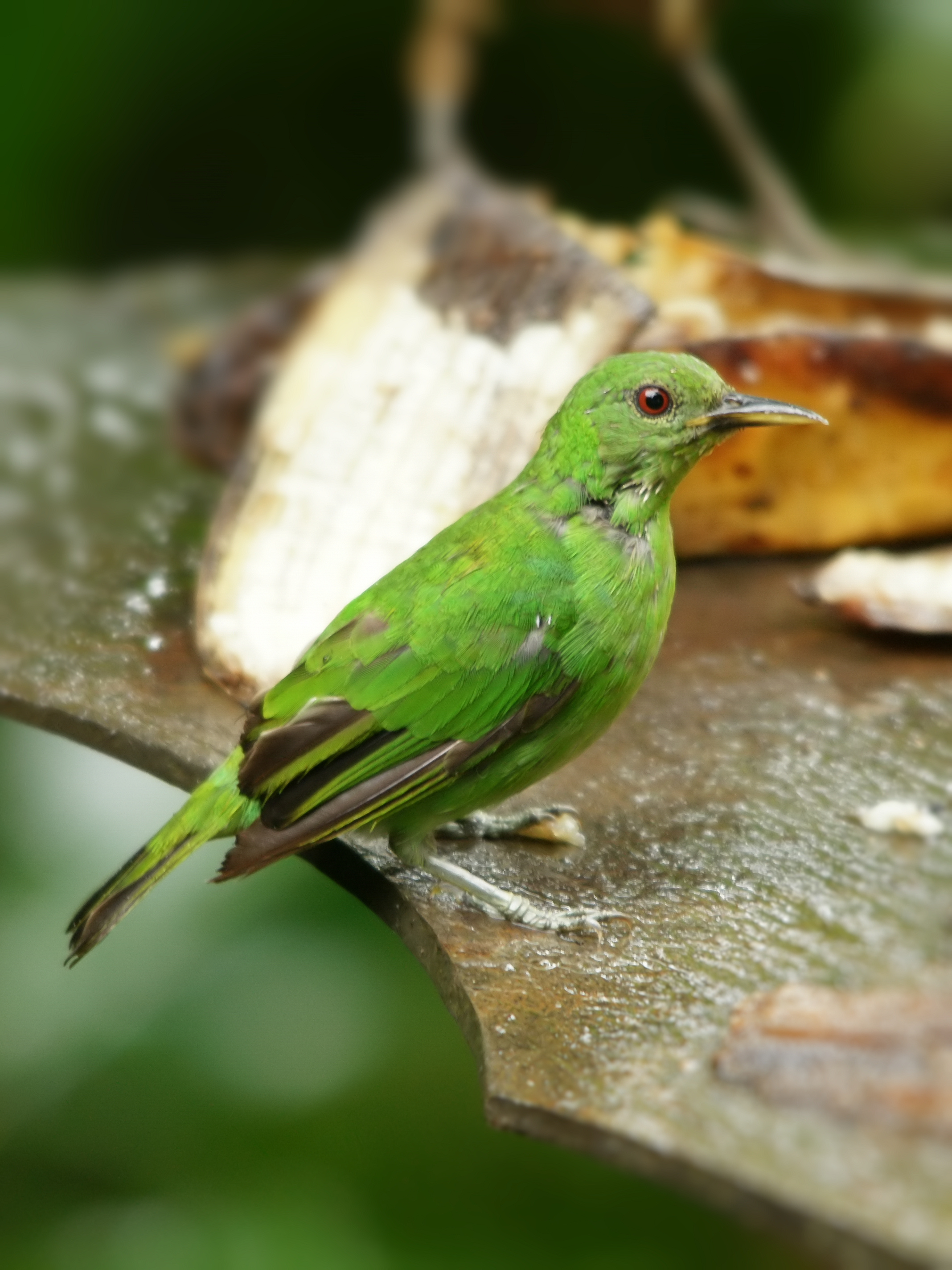
Mielero Verde (Chlorophanes spiza)
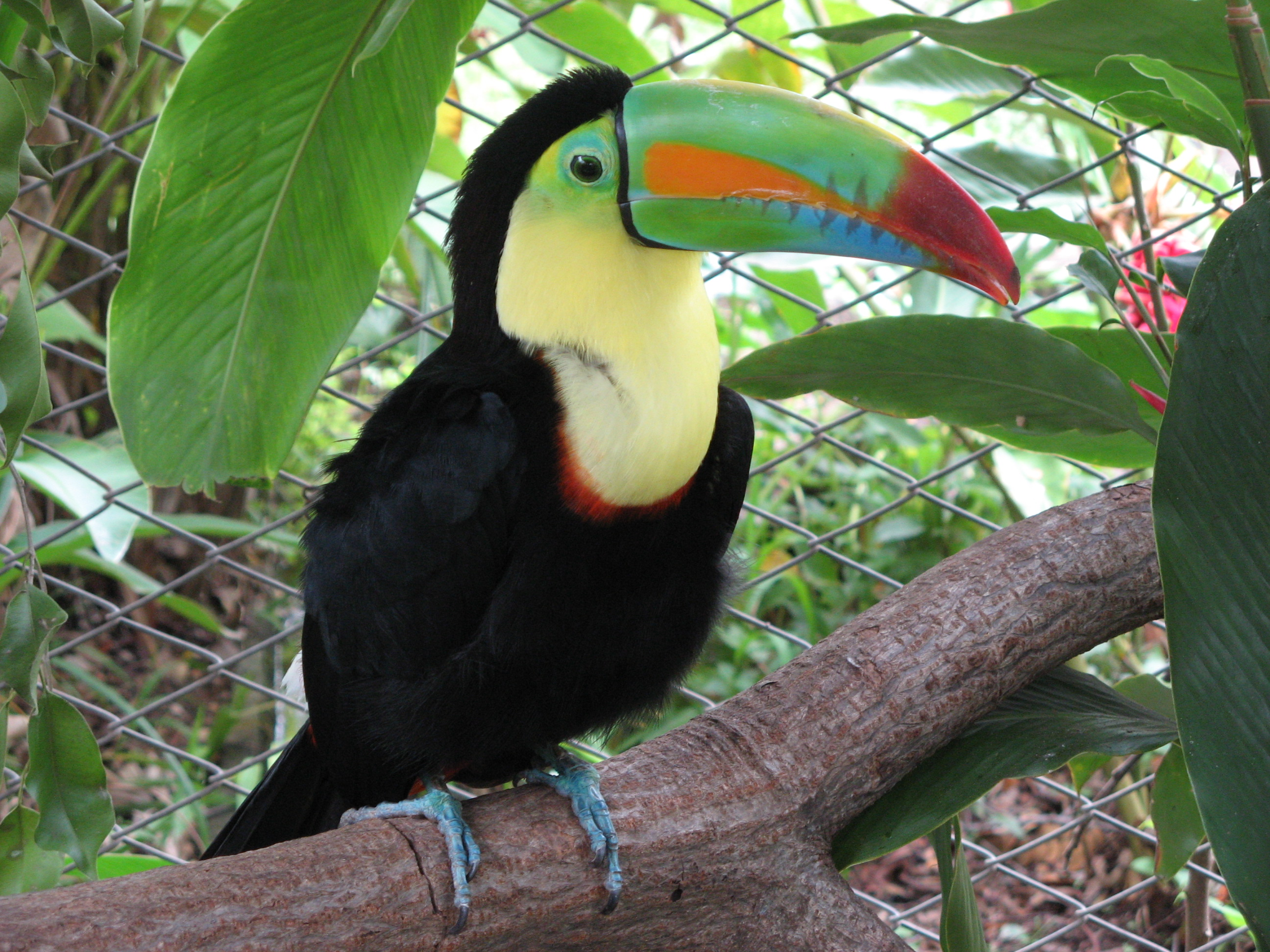
Tucán (Ramphastos sulfuratus)
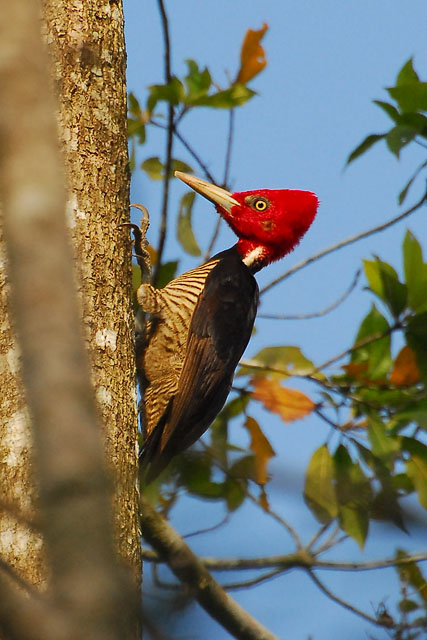
Carpintero Real (Campephilus guatemalensis)
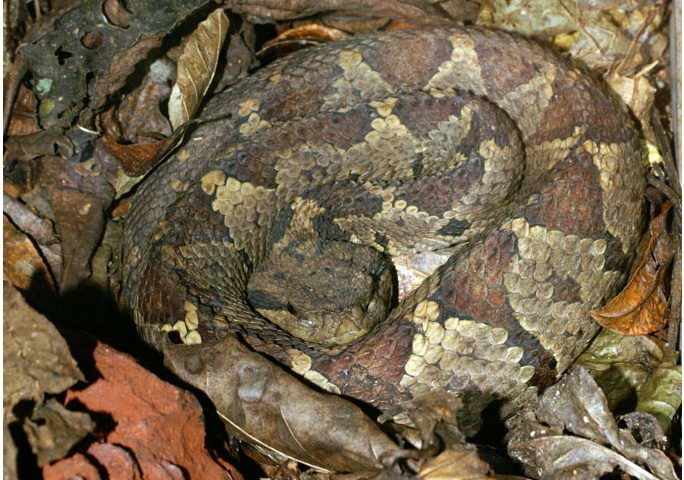
Mano de Piedra (Atropoides nummifer)
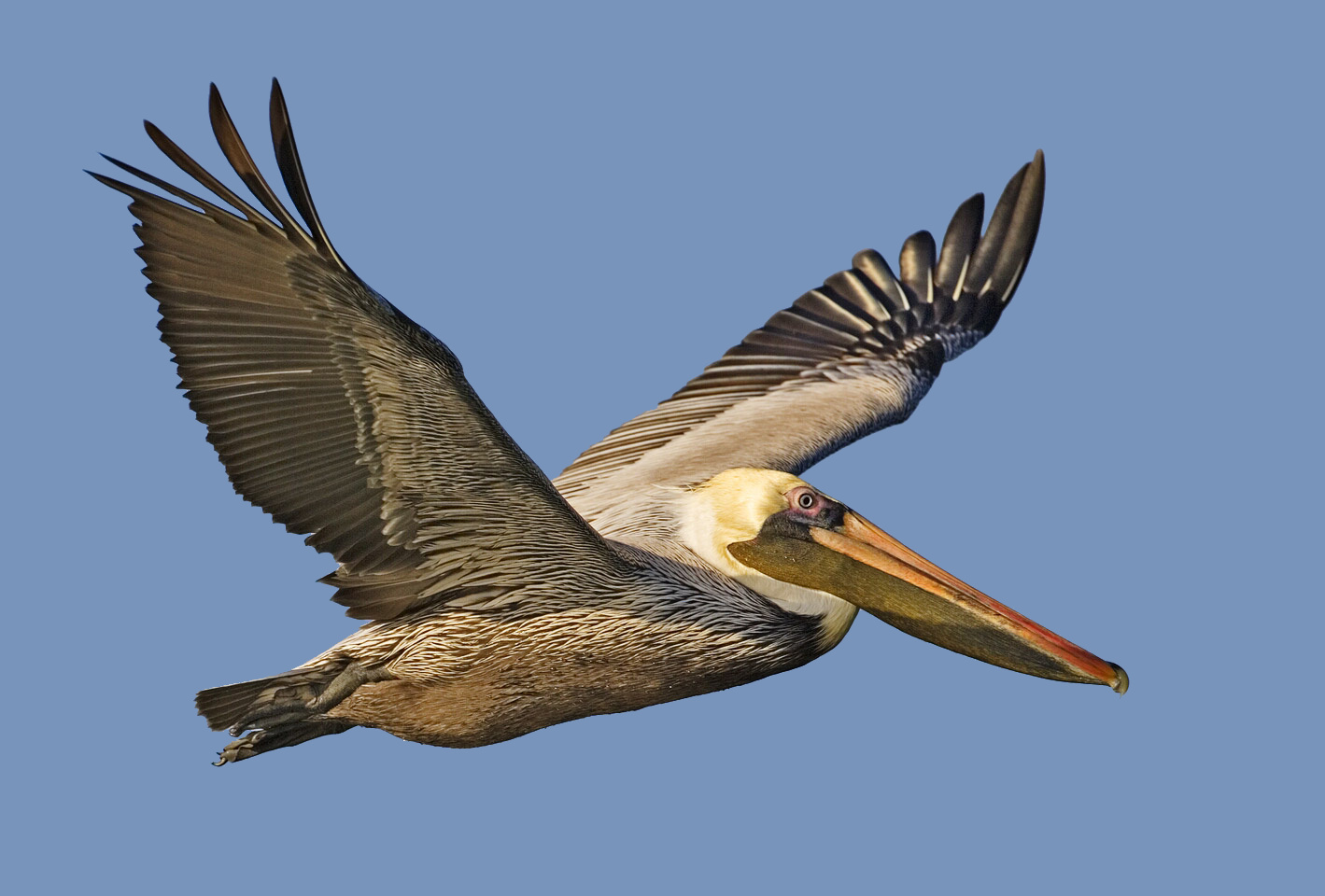
Pelícano (Pelecanus occidentalis)
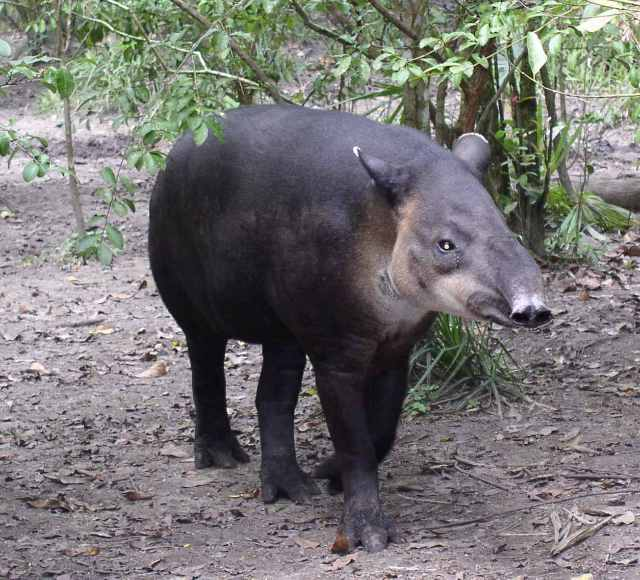
Tapir o Danta (Tapirus bairdii)
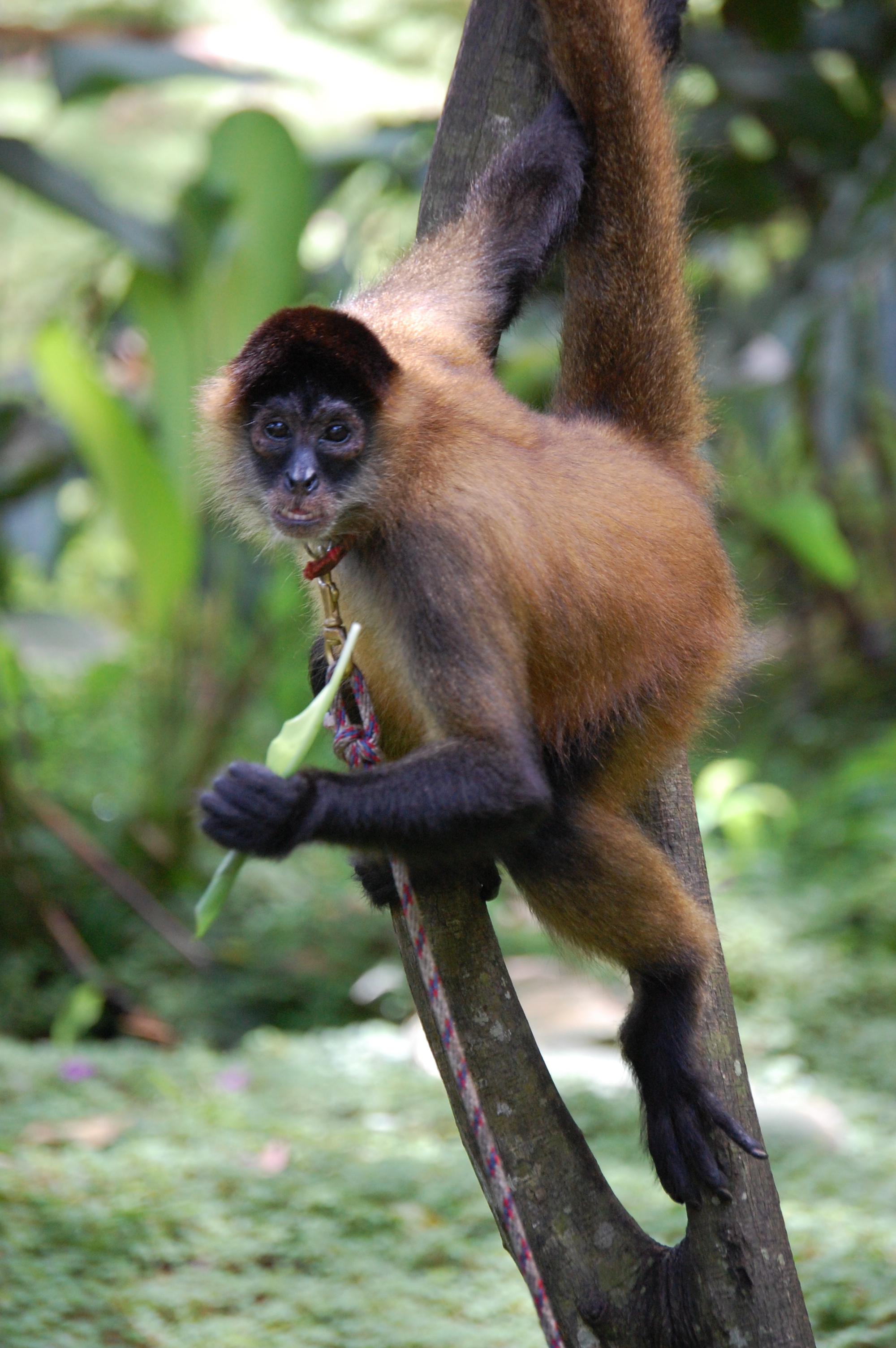
Mono Araña (Ateles geoffroyi)
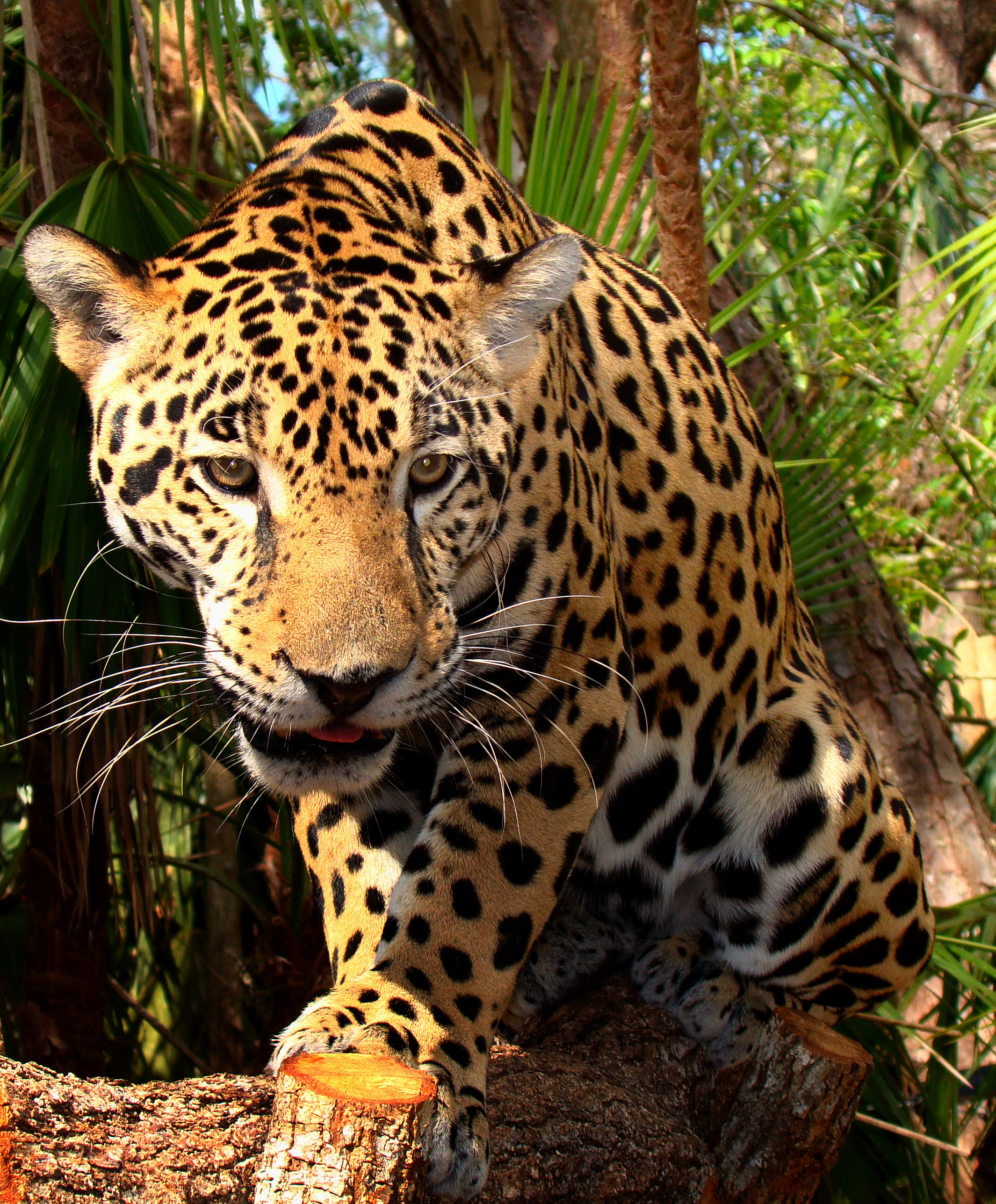
Jaguar (Panthera onca)
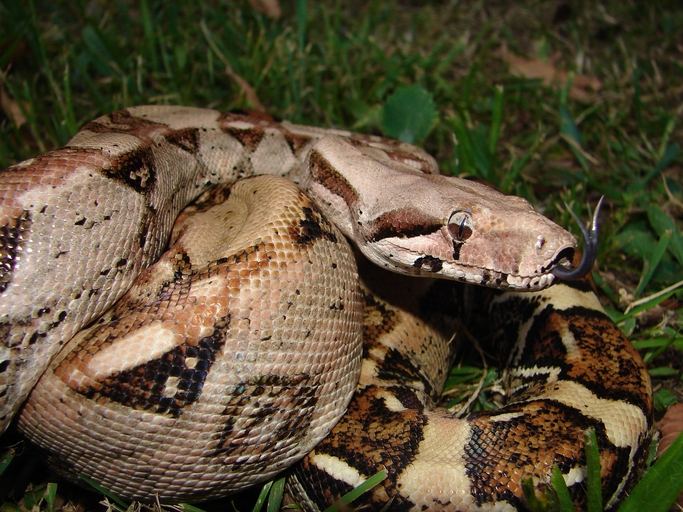
Mazacuata o Boa Constrictor (Boa constrictor imperator)

### Flora
no hay información sobre el tema.

## Importancia hídrica
Dentro de la reserva se encuentra el nacimiento del río Las Escobas, el cual abastece de agua a la ciudad de Puerto Barrios y sus zonas aledañas, aquí se encuentra también la planta de captación que conduce el líquido hasta la ciudad y el cual se encuentra en una zona no abierta a los visitantes, con lo cual se garantiza el mantenimiento de la calidad del agua.